# Macrothele amamiensis
Macrothele amamiensis är en spindelart som beskrevs av Matsuei Shimojana och Haupt 1998. Macrothele amamiensis ingår i släktet Macrothele och familjen Hexathelidae. Inga underarter finns listade i Catalogue of Life.